# Der Kunstverein in Bremen
Der Kunstverein in Bremen ist einer der ältesten Kunstvereine Deutschlands. Er wurde 1823 gegründet und ist seit 1849 privater Träger der Kunsthalle Bremen. Mit über 10.000 Mitgliedern ist der Kunstverein in Bremen der mit Abstand mitgliedsstärkste Kunstverein in Deutschland.

## Geschichte

### Gründung 1823

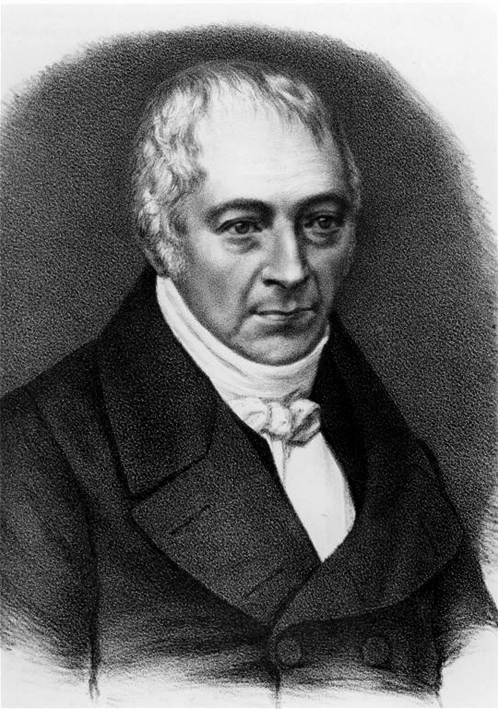
Hieronymus Klugkist

Der Kunstverein in Bremen wurde am 14. November 1823 auf Initiative des Senators Hieronymus Klugkist im Museum am Domshof gegründet. Unter den 34 Gründungsmitgliedern des Vereins befanden sich elf Senatoren, 16 Kaufleute sowie einige Syndici, Professoren, Ärzte und Advokaten. Das Ziel des Vereins wurde in den Gesetzen des Kunstvereins festgeschrieben, dessen erste zwei Paragrafen wie folgt lauteten:
„Der Zweck des Kunstvereins in Bremen ist den Sinn für das Schöne zu verbreiten und auszubilden. Er beschränkt sich dabei auf die bildende Kunst.“
Zunächst war der Verein eine geschlossene, auf 50 (später 75) Mitglieder beschränkte Gesellschaft, die sich auf die Betrachtung der eigenen Kunstsammlungen beschränkte. Bereits im Jahr 1824 änderte der Verein jedoch seine Satzung, mit dem Ziel eine eigene Sammlung aufzubauen: „Der Verein wird bemüht seyn, allmählich Kunstsachen zu sammeln und diese Sammlung zugänglich zu machen.“ Grundstock der Sammlung bildeten Stiftungen und Vermächtnisse aus dem Privatbesitz der Mitglieder des Vereins, von denen viele – wie Klugkist, Johann Heinrich Albers und Georg Heinrich Olbers – selber Kunstsammler waren.
Die finanzielle Ausstattung des Vereins war dank der vom Initiator eingerichteten Klugkist-Stiftung sehr gut und belief sich im Gründungsjahr bereits auf 120 Taler. Die Verwendung des Kapitals war genau geregelt, so sollte die Hälfte für Zwecke des Vereins genutzt werden, die andere Hälfte zur Vermehrung des Vermögens. Weitere Mittel flossen dem Verein aus den Mitgliedsbeiträgen zu, die mit 5 Talern jährlich relativ hoch angesetzt waren und in den ersten Jahren die Tendenz bestärkten, dass sich der Verein fast ausschließlich aus der politischen und kaufmännischen Elite der Stadt zusammensetzte.

### 19. Jahrhundert
1829 organisierte der Verein eine erste Kunstausstellung mit 153 Werken Alter Meister – überwiegend holländische Malerei des 17. Jahrhunderts – in der Gelehrten Schule im Domkapitelsaal an der Domsheide. 1833 folgte die zweite Ausstellung ähnlicher Ausrichtung. Die dritte Ausstellung fand nach längerer Pause im Jahr 1843 in den Räumen der Union von 1801 statt, sie übertraf mit 559 Bildern zeitgenössischer Maler die vorangegangenen Veranstaltungen um das Dreifache. Anlässlich der Ausstellung erschien auch erstmals ein gedruckter Katalog. Das Publikumsinteresse war beachtlich, so wurden 538 Dauerkarten und 7.951 Einzelkarten verkauft – allerdings wurden „[…] nur anständig gekleidete Personen zugelassen“ und „Kindern unter 10 Jahren [war] der Zutritt nicht gestattet.“ Im gleichen Jahr wurde die Aufnahmebeschränkung abgeschafft und die Zahl der Vereinsmitglieder stieg bald auf über 500 an.
In den folgenden Jahren wurden im Abstand von zwei Jahren Ausstellungen organisiert, wobei man mit anderen norddeutschen Kunstvereinen kooperierte. Gezeigt wurden jetzt vor allem zeitgenössische Werke der Düsseldorfer Schule. Ein Teil der ausgestellten Werke wurde dabei auch stets zum Verkauf angeboten, was dem Verein beachtliche Einnahmen bescherte. Darüber hinaus veranstaltete der Verein Vorträge und Picknicks, zu denen man Künstler einlud, sowie Verlosungen von Kunstwerken für seine Mitglieder.
Die eigene Sammlung des Kunstvereins wuchs in den Anfangsjahren nur langsam und ihr Schwerpunkt lag zu Beginn auf Zeichnungen und Druckgrafiken (die den Grundstock des heutigen Kupferstichkabinetts der Kunsthalle bilden) – so besaß der Verein im Jahre 1833 nur 13 Gemälde aber 585 Handzeichnungen und 3917 Drucke. Allerdings befanden sich unter den Bildern der Sammlung sehr wertvolle Kunstwerke, wie die Madonna mit Kind (1423) von Masolino da Panicale, die der Maler und Kunstsammler Johann Baese (1790–1837) dem Kunstverein 1832 geschenkt hatte.

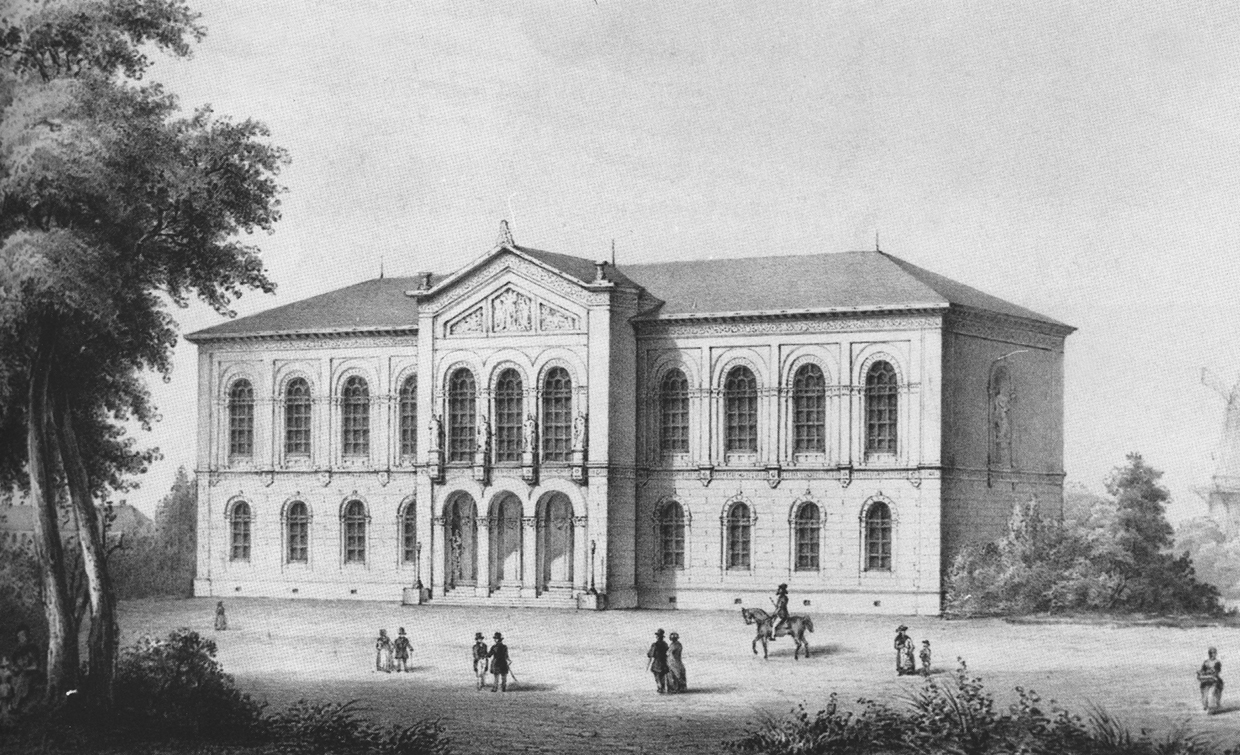
Lithografie der ersten Kunsthalle von J. Bremermann, 1849

1847 bis 1849 erfolgt der Bau der ersten Kunsthalle, die nach Entwürfen von Lüder Rutenberg am Ostertor entstand. Der Grundbestand der Kunsthalle wurde aus den Sammlungen der Mitglieder des Kunstvereins aufgebaut.
In Verbindung mit dem Bremer Senat wurde in den Jahren zwischen 1830 und 1850 ein städtisches Benefizium eingerichtet, das als Unterstützungsfond für junge Gelehrte und Künstler bezeichnet war. Ein senatorisches Gremium befand in Verbindung mit dem Kunstverein über die Erteilung dieses Stipendiums. Im Zeitraum seines Bestehens wurde das Stipendium Heinrich Wilhelm Hampe, Leberecht Grabau, Johannes Duntze und Amalie Murtfeldt gewährt.
In der zweiten Hälfte des 19. Jahrhunderts wuchs der Bestand des Kunstvereins durch mehrere große Schenkungen und Vermächtnisse deutlich an, 1851 durch die Klugkist-Sammlung altdeutscher Kunst, darunter zahlreiche Werke von Dürer und Altdorfer, 1853 durch die Privatsammlung von Johann Heinrich Albers mit 19 Ölgemälden und 15.000 grafischen Blättern und 1885 durch die Sammlung von Melchior Hermann Segelken mit 6.000 Holzschnitten. Hinzu kam eine Stiftung von 300.000 Mark zur „Anschaffung von Ölgemälden hervorragender Künstler“ aus dem Nachlass von Eugen Kulenkamp. Von dieser Summe wurden in der Folge unter anderem Bilder von Lovis Corinth, Gustave Courbet, Camille Pissarro und Max Slevogt erworben. Ein erster Bestandskatalog der Sammlung, der 1892 von Wilhelm Hurm erstellt wurde, listete bereits 172 Gemälde, 47 Aquarelle und 18 Skulpturen auf. 1899 erfolgte die Gründung der Vereinigung von Freunden der Kunsthalle, deren Mitglieder mit 100 Mark Jahresbeitrag Neuerwerbungen unterstützten.

### 20. Jahrhundert
An der Wende zum 20. Jahrhundert wurde die Notwendigkeit deutlich, die Kunsthalle zu vergrößern. Durch eine Stiftung von Carl Schütte über insgesamt 400.000 Mark sowie weitere Zuwendungen von Joseph Hachez und Hermann Melchers über jeweils 100.000 Mark wurde ein Erweiterungsbau ermöglicht. Dieser erfolgte von 1899 bis 1902 nach einem gemeinsamen Entwurf von Albert Dunkel und Eduard Gildemeister. Von 1904 bis 1906 folgte noch eine Neugestaltung der Fassade des Altbaus mit einer Sandstein-Verkleidung und Friesen von Georg Roemer.
1904 wurde vom Direktor des Norddeutschen Lloyd Heinrich Wiegand der Galerieverein gegründet, der mit Jahresbeiträgen von 500 bis 1000 Mark die Anschaffung moderne Kunst fördern sollte, er hatte bis 1940 Bestand. Im selben Jahr erhielt der Kunstverein vom Senat erstmals auch finanzielle Unterstützung in Anerkennung der Bedeutung der Kunsthalle als öffentliches Museum der Stadt. 1905 stiftete Hermann Henrich Meier der Jüngere seine fast 100.000 Blatt umfassende Grafiksammlung dem Verein.

Karikatur zum Bremer Kunststreit mit Arthur Fitger als Don Quixote

Parallel zur Erweiterung der Kunsthalle wurde erstmals ein wissenschaftlicher Direktor der Sammlung ernannt, Gustav Pauli, der bereits im Vorstand des Kunstvereins tätig war. Pauli organisierte die Ausstellungen neu, förderte die wissenschaftliche Aufarbeitung der Sammlung und gründete das Jahrbuch der Bremischen Kunstsammlungen. Seine Ankaufpolitik stellte einen bedeutenden Wandel dar, indem er den Schwerpunkt von den Alten Meistern auf avantgardistische Kunst legte, darunter Werke der damals noch weitgehend unbekannten Worpsweder Maler sowie impressionistische Kunst aus Frankreich. 1908 organisierte er die erste Einzelausstellung von Paula Modersohn-Becker in der Kunsthalle und 1911 kaufte er das Mohnfeld von Vincent van Gogh an. Diese Neuausrichtung der Sammlung führte zu einer deutschlandweiten Kontroverse – dem sogenannten „Bremer Künstlerstreit“ – indem sich Arthur Fitger und später Carl Vinnen (letzterer war selber im Vorstand des Kunstvereins) als dezidierte Gegner Paulis positionierten. Unterstützt wurde Pauli unter anderem von Alfred Walter Heymel, Rudolf Alexander Schröder und Leopold Biermann.
1914 wurde Emil Waldmann zum Leiter der Kunsthalle berufen. Er baute die Sammlung impressionistischer Kunst weiter aus, kaufte aber auch expressionistische Kunst an, darunter Werke von Max Beckmann, Schmidt-Rottluff, Oskar Kokoschka und Max Slevogt.
Nach dem Ersten Weltkrieg geriet der Kunstverein in eine schwierige finanzielle Lage, verursacht durch den Verlust der Klugkist- und Kulenkamp-Stiftungen. Zum Erhalt der Sammlung wurde 1926 ein Staatsvertrag mit dem Senat geschlossen, der einen jährlich neu zu berechnenden Zuschuss zu den Personal- und Bewirtschaftungskosten der Kunsthalle beinhaltete. Der Kunstverein verpflichtete sich im Gegenzug, die Kunstbestände im Besitz der Freien Hansestadt Bremen zu bewahren und zu pflegen.
Ab 1933 forderte der Kampfbund für deutsche Kultur in Bremen eine Verstaatlichung der Kunsthalle und warf Waldmann eine einseitige Bevorzugung französischer Kunst vor, die dieser jedoch entkräften konnte. 1934 musste der langjährige Vorsitzende des Kunstvereins Hermann Apelt zurücktreten, der durch Schulrat Castens ersetzt wurde, der die Gleichschaltung der Kunsthalle anstrebte. Er förderte die „Heimatkunst“ und versah den Saal mit expressionistischer Kunst mit dem Schild „Ausländer und Moderne“. In der Folge wurden darüber hinaus 31 Gemälde und 120 Druckgrafiken als „Entartete Kunst“ beschlagnahmt, andere Werke ins Depot verbracht. Positiv zu verzeichnen war in den 1930er Jahren vor allem die Übergabe eines großen Teils des Nachlasses von Johann Friedrich Lahmann (1858–1937) an den Kunstverein mit 639 Zeichnungen, 3627 Blatt Druckgrafik und 45 Gemälden. Während des Zweiten Weltkriegs blieb die Kunsthalle geschlossen, die Sammlung wurde an verschiedene Standorte ausgelagert. Ein Teil davon wurde bei Kriegsende von sowjetischen Truppen geplündert, was zu bedeutenden Verlusten führte, die neben denen der Stiftung Preußischer Kulturbesitz und der Dresdner Kunstsammlungen zu den größten eines deutschen Museums zählen.
Nach dem Krieg wurde Rudolf Alexander Schröder mit Genehmigung der US-amerikanischen Besatzungsmacht kommissarischer Direktor der Kunsthalle, 1950 wurde er dann Ehrenvorsitzender des Kunstvereins und übergab die Leitung an Günter Busch. Der Museumsbetrieb konnte nur langsam wieder aufgenommen werden – Kriegsschäden und die Nutzung eines Teils des Gebäudes als Amerika-Haus schränkten die Ausstellungsmöglichkeiten zunächst stark ein. Busch setzte die Linie von Pauli und Waldmann fort und versuchte die Lücken, die die nationalsozialistische Zensur und die Kriegsverluste hinterlassen hatten, zu schließen, was auf Grund der finanziellen Lage jedoch nur in geringem Maße möglich war. Einen Schwerpunkt setzte Busch durch den Ankauf mehrere Werke von Paula Modersohn-Becker, aber auch von Max Liebermann konnte er mit der Papageienallee ein bedeutendes Werk für die Sammlung erwerben. 1959 wurde die Unterstützung der Kunsthalle durch den Senat in einem neuen Staatsvertrag festgelegt.
Ein weiterer Schwerpunkt der Tätigkeit von Günter Busch bis 1984 lag auf der Bildhauerei. Mit einer Schenkung des Bildhauers Kurt Reutti und seiner Frau kamen 1967 bzw. 1975 neben zahlreichen Blatt Druckgrafik auch 13 Skulpturen Ernst Barlachs in die Kunsthalle. Durch seine persönliche Freundschaft zu Gerhard Marcks wurde der Kunstverein 1969 als dritter Stifter Mitgründer des Gerhard-Marcks-Hauses, des Bremer Museums für Bildhauerei in unmittelbarer Nachbarschaft zu Kunsthalle.
Zur Förderung junger Kunst gründeten 1971 einige Mitglieder des Kunstvereins den Förderkreis für Gegenwartskunst, der in den folgenden Jahren z. B. Werke von Gerhard Richter oder Jerry Zeniuk für die Sammlung erwarb. Weitere Stiftungen kamen dem Kunstverein vor allem im Jubiläumsjahr 1973 anlässlich seines 150-jährigen Bestehens zu. Unter Rolf Speckmann, der 1977 den Vorsitz des Kunstvereins übernommen hatte, wurde bis 1984 ein Anbau für die Kunsthalle realisiert, der Platz für Wechselausstellungen, Büros, ein Café und einen Vortragssaal bot. Dazu kam ein Museumsshop, der von Mitgliedern des Kunstvereins ehrenamtlich geführt wird und sich als bedeutende Einnahmequelle erwies. 1985 wurde außerdem von einem Stifterkreis im Kunstverein der Bremer Kunstpreis initiiert, der den von 1954 bis 1983 bestehenden Kunstpreis der Böttcherstraße ablöste.
Als Nachfolger von Günter Busch übernahm 1985 Siegfried Salzmann die Leitung der Kunsthalle. Zur gleichen Zeit wurde Rudolf Blaum als Nachfolger von Rolf Speckmann zum Vorsitzenden des Kunstvereins gewählt. Dieser hatte zunächst mit der Verschuldung des Vereins in Höhe von 3,3 Mio. DM zu kämpfen, die infolge des Umbaus der Kunsthalle entstanden war. Im Herbst 1986 wurde mit der Stadt vereinbart, dass der Kunstverein einen Anteil von 1,8 Mio. DM zur Entschuldung durch Verkauf von Werken aus der Sammlung finanzieren musste. Im Jahr 1993 konnten die letzten Schulden schließlich ausgeglichen werden. Weitere Bestände wurden veräußert, um die überfüllten Depots der Kunsthalle zu entlasten, in denen eine sachgerechte Aufbewahrung der Kunstwerke nicht mehr gewährleistet war. Insgesamt wurden 139 Gemälde mit „zeitgebundener künstlerischer Bedeutung“ verkauft. Anschließend wurden Teile des Altbaus und des Depots renoviert und ein Temperiersystem zur Steuerung des Raumklimas installiert.
Auf Grund der angespannten Finanzlage des Kunstvereins und der reduzierten Zuschüsse der Stadt, konnte Salzmann nur moderate Zukäufe für die Sammlung tätigen. Er konzentrierte sich dabei vor allem auf zeitgenössische Kunst – z. B. von Nikolaus Lang oder Heinz Mack. 1987 gründete der Kunstverein unter der Initiative von Salzmann die Zeitschrift Punkt. Kunst im Nordwesten. Anfang der 1990er Jahre bemühte sich Salzmann intensiv um die Rückführung der gegen Kriegsende geraubten Kunst. Mit Hilfe des ehemaligen russischen Offiziers Victor Baldin wurde ein Teil der Werke in der Eremitage in St. Petersburg lokalisiert. Eine Einigung über eine Rückerstattung dieser sogenannten Baldin-Sammlung mit etwa 360 wertvollen Zeichnungen steht noch aus.
1993 trat Siegfried Salzmann in den Ruhestand. Im darauf folgenden Jahr wurde Wulf Herzogenrath neuer Direktor der Kunsthalle. Ebenfalls im Jahr 1994 übernahm Georg Abegg den Vorsitz des Vereins von Rudolf Blaum, der Ehrenvorsitzender wurde. Dem Verein gelang es für die weitere Sanierung der Kunsthalle über 7 Mio. DM Spenden einzuwerben. Nach dem Land und Bund jeweils die gleiche Summe dazu gaben, erfolgten die Umbaumaßnahmen unter Leitung des Bremer Architekten Wolfram Dahms. Im Zuge der Maßnahmen wurden vier neuen Säle im Dachgeschoss erschlossen, ein großzügiger Eingangsbereich geschaffen und von Herzogenrath zwei Installationen von Nam June Paik und John Cage erworben. Dank einer Stiftung kamen außerdem Arbeiten von Richard Oelze in die Sammlung. Durch eine Reihe erfolgreicher Sonderausstellungen wie der zu Toulouse-Lautrec, Liebermann, Monet und Modersohn-Becker gelang es Herzogenrath überregional Publikum zu gewinnen.

## Gegenwart
Im Winter 2008 wurde die Erweiterung der Kunsthalle nach Entwürfen des Berliner Architekturbüros Hufnagel Pütz Rafaelian begonnen. Der 1982 errichtete Anbau an der Ostseite wurde hierfür abgerissen und zwei sechsstöckige symmetrische Anbauten errichtet. Dadurch vergrößerte sich die Ausstellungsfläche insgesamt um ein Drittel. Des Weiteren wurde die Gebäudetechnik erneuert und die Depots und Restaurierungswerkstätten saniert, um den Anforderungen internationaler Leihgeber und Versicherungen Rechnung tragen zu können. Wie beim vorangegangenen Umbau übernahmen Kunstverein, Land und Bund die Kosten von 33 Mio. Euro  zu gleichen Teilen. Der Anteil des Kunstvereins kam dabei aus Spenden der Karin und Uwe Hollweg-Stiftung und der Familien Friedrich Lürßen und Peter Lürßen. Im August 2011 konnte die Kunsthalle nach rund zweijähriger Bauzeit wieder eröffnet werden.
Heute hat der Kunstverein in Bremen über 10.000 Mitglieder. Gemäß den Gesetzen des Kunstvereins in der Fassung vom 1. Juli 2008 definiert der Verein seine Zielsetzung wie folgt:
„Zweck des Vereins ist die Förderung der Kunst sowie die Belebung und Verbreitung des Kunstsinns in Bremen. Zur Erreichung des Satzungszweckes verwaltet und vermehrt der Verein den eigenen und den ihm anvertrauten Besitz an Werken der bildenden Kunst im Sinne einer öffentlichen Kunstsammlung. Außerdem werden Ausstellungen, Vorträge, Führungen und Veröffentlichungen durchgeführt. Der Verein ist selbstlos tätig; er verfolgt nicht in erster Linie eigenwirtschaftliche Zwecke. Mittel des Vereins dürfen nur für die satzungsmäßigen Zwecke verwendet werden. Die Mitglieder erhalten keine Zuwendungen aus Mitteln des Vereins. Es darf keine Person durch Ausgaben, die dem Zweck des Vereins fremd sind oder durch unverhältnismäßig hohe Vergütungen begünstigt werden.“
2014 übernahm Bernd Schmielau den Vorsitz des Kunstvereins von Georg Abegg, der in Ruhestand ging. Ihm folgte 2020 mit Nicole Lamotte erstmals eine Frau in diesem Ehrenamt.

## Der Förderkreis für Gegenwartskunst
Der 1971 gegründete Förderkreis für Gegenwartskunst im Kunstverein hat zum Ziel, den Ankauf und die Vermittlung zeitgenössischer Kunst in Bremen zu befördern. Zu diesem Zweck unterstützen seine zirka 100 Mitglieder den Ankauf von Gegenwartskunst und deren Präsentation in der Kunsthalle, organisieren Vorträge, Galeriebesuche und Studienreisen.

## Bremer Kunstpreis
Der Bremer Kunstpreis wurde 1985 von einem Stifterkreis im Kunstverein und durch Unterstützung der Sparkasse Bremen in Nachfolge des von 1954 bis 1983 bestehenden Kunstpreises der Böttcherstraße initiiert. Die Auszeichnung wird alle zwei Jahre an einen im deutschen Sprachraum lebenden Künstler vergeben „der bisher in der Öffentlichkeit noch nicht eine Würdigung solcher Art [hat], wie sie der Qualität [seiner] Werke entspricht.“ Der Preisträger wird dabei von einer Jury unter zehn Künstlern ausgewählt, die von einer Vorschlagskommission zu einer Ausstellung in Bremen eingeladen werden. Verschiedene Werke der ausgezeichneten Künstler wurden in der Vergangenheit vom Stifterkreis für die Sammlung der Kunsthalle erworben.

## Vorsitzer
Auswahl bekannter Vorsitzer:
- Gründer 1823: Hieronymus Klugkist
- N.N.
- 1887 bis 1891: Hermann Henrich Meier junior
- 1891 bis 1893: Johann Focke
- 1893 bis 1905: Hermann Henrich Meier junior
- 1905 bis 191?: Carl Schütte
- 1922 bis 1934: Hermann Apelt
- 1934 bis 1945: Ernst Castens
- 1945 bis 1957: Hermann Apelt
- 1957 bis 1977: Hermann Helms
- 1977 bis 1985: Rolf Speckmann
- 1985 bis 1994: Rudolf Blaum
- 1994 bis 2014: Georg Abegg
- 2014 bis 2020: Bernd Schmielau
- seit 2020: Nicole Lamotte